# Microtatorchis papuana
Microtatorchis papuana är en orkidéart som först beskrevs av Rudolf Schlechter, och fick sitt nu gällande namn av Rudolf Schlechter. Microtatorchis papuana ingår i släktet Microtatorchis och familjen orkidéer. Inga underarter finns listade i Catalogue of Life.